# 広島陸軍幼年学校

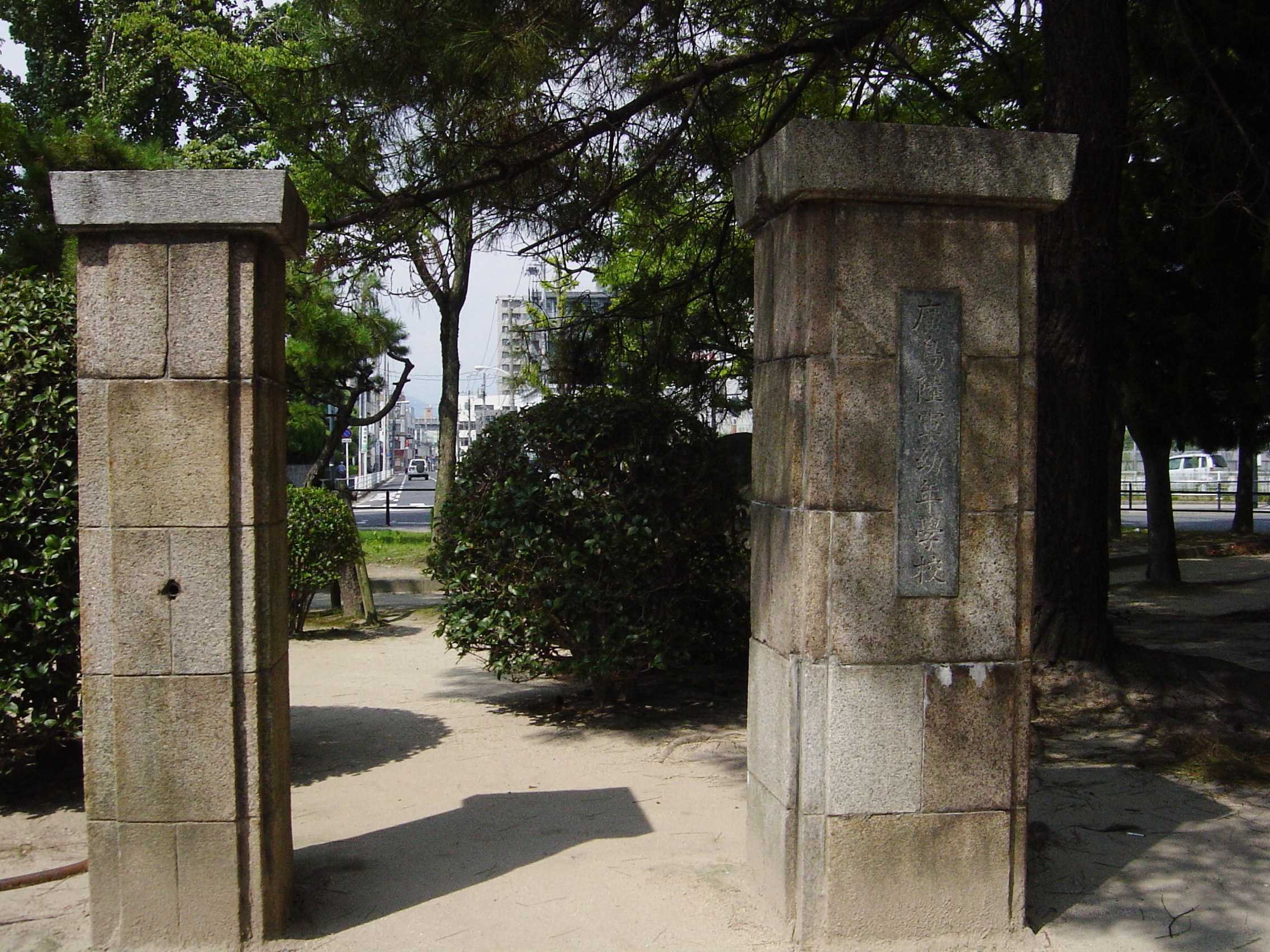
広島陸軍幼年学校跡。

広島陸軍幼年学校（ひろしまりくぐんようねんがっこう）は、幼少時から幹部将校候補を養成するため広島に設けられた大日本帝国陸軍の全寮制の教育機関（軍学校）。卒業生は陸軍中央幼年学校、のちに陸軍予科士官学校へ進んだ。当初は広島陸軍地方幼年学校と称した。広島市中区基町の幼年学校跡に門柱が残されており、その傍らには「幼年学校碑」がある。

## 概要
1896年（明治29年）5月に陸軍幼年学校条例（明治26年勅令第234号）が廃止され、代わって陸軍中央幼年学校条例（明治29年勅令第212号）および 陸軍地方幼年学校条例（明治29年勅令第213号）が制定された。これに基づき、東京に陸軍中央幼年学校が置かれ、その下級学校として広島に広島陸軍地方幼年学校が設置された。そのほか、東京、仙台、名古屋、大阪、熊本にも陸軍地方幼年学校が設立された。
主な生徒数は約50名で、13歳から16歳で入校し3年間の教育が行われた。学費は陸海軍の士官子息は半額であり、戦死者遺児は免除とされていた。また、制服の襟に金星のマークがつけられたことから「星の生徒」と呼ばれた。
卒業生は中央幼年学校に進み2年間の教育を受けた。中央幼年学校卒業後は士官候補生となり、各部隊で下士兵卒の勤務（隊附勤務）を六箇月間ほど務め、陸軍士官学校に進んだ。
1920年（大正9年）8月、陸軍幼年学校令（大正9年勅令第237号）が制定され、広島陸軍幼年学校と改称した。しかし、1922年（大正11年）のワシントン海軍軍縮条約に代表される世界的軍縮傾向のなか、1925年（大正14年）5月1日に廃止となった。
1936年（昭和11年）4月1日、中国での戦局が拡大しつつあるなか広島幼年学校が復活。次いで他の幼年学校も順次復活した。採用生徒数の定員は50名であったが戦時中は増員された。入校年齢は13歳から15歳までで、3年間の教育を受け、卒業後は陸軍予科士官学校に無試験で入学した。
『大魔神』や『妖怪百物語』などを書いた大映の脚本家・吉田哲郎は、1945年（昭和20年）8月6日の広島への原爆投下時には二年に在学中で、「原爆が落ちる前に学校の先輩・阿南惟幾陸軍大将が『一年生を殺すわけにはいかん』と言って、結局、一年から三年生まで在校生は全員、広島の山奥に疎開して原爆に遭っていないんです。死んだのは先生と広島で入院していた生徒、原爆投下後に広島市に入った生徒だけなんです」と述べている。同じく一年に在学中だった俳優の藤岡琢也も、7月26日に突然、疎開を命じられたことを証言している。
太平洋戦争の敗戦に伴い廃止され、解散した。

## 歴代校長
広島陸軍地方幼年学校
- 桂真澄 歩兵少佐：1897年5月1日 - 1900年10月31日
- 稲葉瀧三郎 歩兵少佐：1900年10月31日 -
- 緒方多賀雄 歩兵少佐：1904年4月8日 -
- 鞍掛起英 歩兵少佐：1905年1月16日 - 1907年11月13日
- 北川為吉 歩兵少佐：1907年11月13日 - 1909年4月1日
- 等々力森蔵 歩兵少佐：1909年4月1日 - 1913年8月22日
- 生島駿 歩兵少佐：1913年8月22日 - 1919年7月25日
- 佐藤信亮 歩兵中佐：1919年7月25日 - 1920年8月10日

広島陸軍幼年学校（第一次）
- 佐藤信亮 歩兵中佐：1920年8月10日 - 1924年12月15日[3]
- 遠藤五郎 中佐：1924年12月15日[3] - 1925年5月1日廃止

広島陸軍幼年学校（第二次）
- 百武晴吉 大佐：1936年4月1日 -
- 冨永信政 少将：1937年8月2日 -
- 山田鉄二郎 少将：1938年7月15日 -
- 山本準一 大佐：1940年3月9日 - 4月13日
- 中川留雄 大佐：1940年5月15日 -
- 瀧本一麿 大佐：1941年4月1日 -
- 西本英夫 大佐：1944年7月14日 -
- 田端八十吉 予備役少将：1945年4月1日 -

## 終戦時に在学中だった生徒
- 藤岡琢也（俳優）
- 深沢宏（歴史学者）
- 吉田哲郎（脚本家）